# Padeș
Padeș est une commune roumaine située dans le județ de Gorj.